# Diego de Rojas
Diego de Rojas (Burgos, España, 1500 - Maquijata, actual Provincia de Santiago del Estero, 1544) fue un militar, explorador y conquistador español de mediados del siglo XVI.

## Exploraciones y conquistas en América
Llegó a la ciudad de Santo Domingo en 1516. Años más tarde, en 1522, se trasladó a México donde estuvo bajo las órdenes de Hernán Cortés. Posteriormente, formó parte del ejército conquistador de Pedro de Alvarado, participando en las conquistas de los actuales países de México, Guatemala y El Salvador.

### Conquista de El Salvador
Después de la segunda fundación de San Salvador en 1528, fue enviado junto a otros capitanes para terminar la conquista de lo que ahora es El Salvador. De esta manera, inició en 1529 la conquista de la zona oriental de ese actual país, dominado por los indígenas lencas.
Tomado preso por Martín Estete, enviado de Pedrarias Dávila para adueñarse de San Salvador y conquistar los territorios lencas, fue liberado cuando el capitán Francisco de Orduña derrotó a Martín Estete.
Seguidamente se estableció en Acajutla a fines de 1532. Junto a Pedro de Portocarrero fueron los encargados de la conquista y la pacificación de los pueblos indígenas de la Costa del Bálsamo.

### Conquista y exploración de Perú y Argentina
En 1536 viajó a lo que ahora es el Perú, como parte de un cuerpo de auxilio para ayudar al ejército de Francisco Pizarro. 
En 1538 Participó en la expedición de Gonzalo Pizarro junto a miles de indios aliados, quienes se adentran a los territorios de los yamparas, cara-caras y los denominados charcas, Gonzalo explorando el terreno, determinó que las comarcas se forme la “Provincia de los Charcas” —Provincia de Charcas— y que estarían dentro del Imperio Español. Gonzalo dio parte a su hermano Francisco Pizarro y es convencido de iniciar una fundación en la dicha Provincia de Charcas. Mientras que Gonzalo diera parte a su hermano, dejaría a Diego de Rojas como el encargado o teniente gobernador de la Provincia de Charcas —su primer teniente de gobernador—, éste con ayuda de los indígenas enfrenta a los chiriguanaes, llevando su éxito sobre los chiriguanaes. Posteriormente Diego de Rojas partió rumbo al sur oriente para adentrarse a los chiriguanaes y encontrase con Pedro de Candia, Rojas para así avanzar hacia los Chunchos, dejó a Francisco de Aguirre como teniente de gobernador a fines de 1539, luego este siguió los caminos de Rojas, partiendo así a los chiriguanaes del valle del sur. El 16 de abril de 1540 la actual ciudad de Sucre fue fundada bajo el nombre de “Villa de La Plata“ o “Villa de La Plata de la Nueva Toledo” por Pedro Anzúrez de Camporredondo —Peranzúrez, Peranzules o Pero de Anzúres—, sobre la base de un poblado indígena que sería denominado llamado Chuquiochata, cumpliendo órdenes de Francisco Pizarro.
Gracias a la expedición de Francisco César, llegaron al Perú noticias de la existencia del río de La Plata y de una gran cantidad de riquezas de oro, plata y piedras preciosas (esmeraldas), así como también ganado e indígenas bien vestidos. Es por esto que en 1543, el gobernador del Perú Cristóbal Vaca de Castro, dio permiso al capitán Diego de Rojas para organizar una expedición a esas tierras junto a Felipe Gutiérrez y Toledo y Nicolás de Heredia. Lo autorizó a cruzar a través de la Sierra Nevada e ingresar a la región que los incas denominaban el Tucma o Tucumán.

#### Entrada al Tucumán

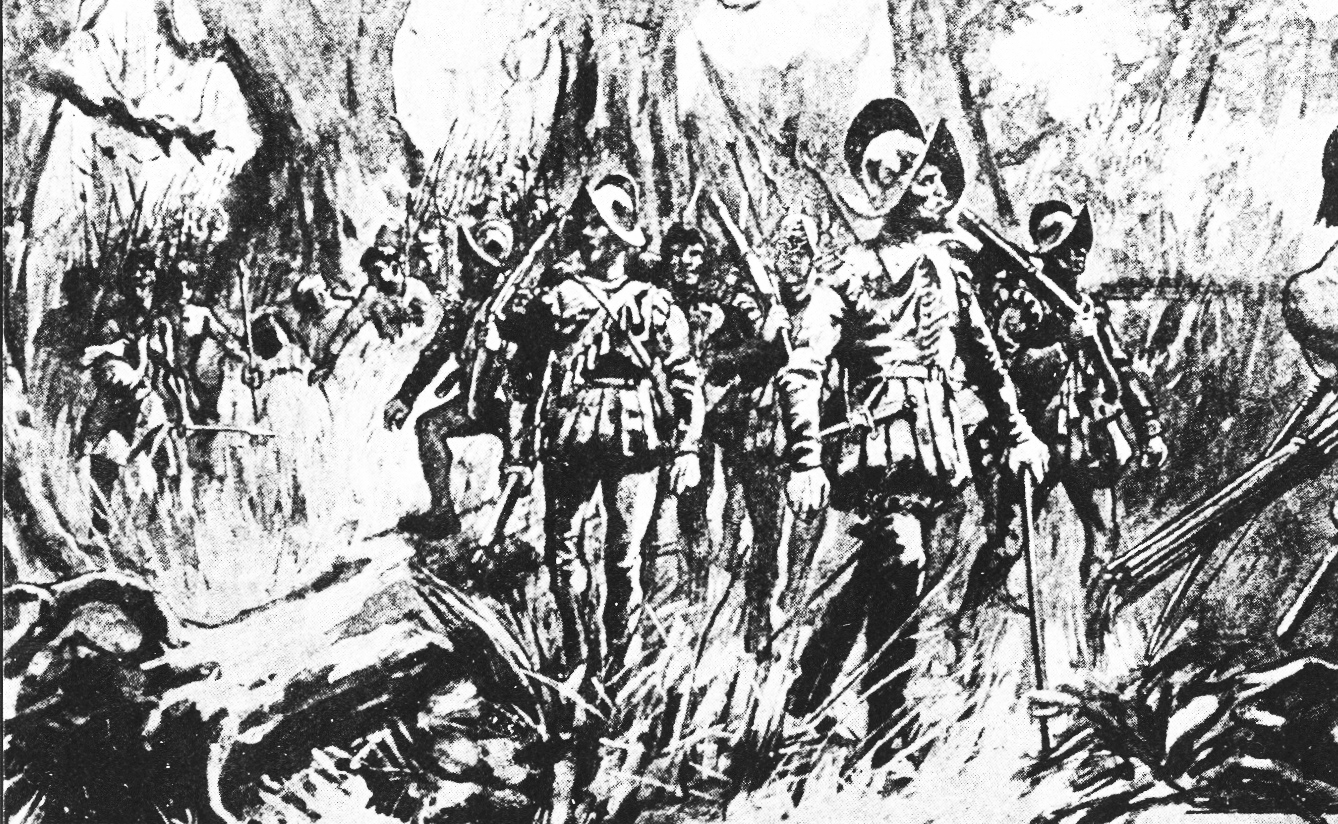
Ingreso de Diego de Rojas al Noroeste Argentino.

Gutiérrez y Heredia aportaron cada uno la suma de 30 000 pesos y juntaron unos 300 españoles con 200 caballos, alrededor de 100 negros y unos 10 000 yanaconas.
Rojas era un hombre de fortuna, puesto que poseía una mina de plata en el cerro de Porco, vecina a una propiedad de Gonzalo Pizarro. Antes de su partida, adquirió conjuntamente con Felipe Gutiérrez un navío.
Esta exploración fue el primer contacto entre los nativos de lo que ahora es el Noroeste argentino y los europeos. Decidieron salir en tandas, para que fueran mejor provistos durante el viaje y para que los indígenas yanaconas tuvieren algo menos de trabajo. Diego de Rojas partió al frente desde la ciudad de Cuzco; el general Felipe Gutiérrez y el maestre de campo Nicolás de Heredia partieron luego.
Cuando la expedición llegó a Chicoana, un tambo situado en el camino del inca en los Valles Calchaquíes, Rojas vio gallinas de Castilla y recibió noticias de los aborígenes que más al sur había un gran poblado, con una zona muy rica en metales de oro y plata. Fue entonces cuando la gente que lo acompañaba le rogó que dejara el camino oriental que llevaba hacia el río de Arauco y que entrase a la región que los indígenas le indicaban como próspera.
Al llegar el resto de la expedición con Heredia, Gutiérrez y Francisco de Mendoza, Rojas los convenció para que cambiasen su ruta más al sur entrando al Tucumán. Hubo algunos enfrentamientos con los aborígenes, quienes se asustaron sobremanera al ver a los españoles montados a caballos, animales a los que no conocían. Creían que estos eran unas bestias enormes, que entendían a los cristianos y que mataban a todos los indígenas que encontraban. Los españoles habían matado más de 200 indígenas y herido a otros tantos.

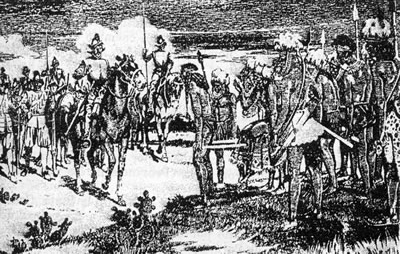
Encuentro de Diego de Rojas y el cacique Canamico.

Fue un avance muy dificultoso debido a la falta de agua, sed, hambre, pérdida de algunos hombres y animales. El calor reinante era intenso, era pleno verano, entre diciembre de 1543 o enero de 1544. Lo único que tenían para comer era el fruto del algarrobo.
Al llegar la expedición de Rojas a lo que hoy es la provincia de Santiago del Estero, la avanzada se dio con un grupo de indígenas en actitud hostil, con sus rostros pintados de guerra, sus cabezas cubiertas de plumaje y con sus arcos, flechas, mazas y chuzas listas. La tropa española que estaba alertada por sus guías aborígenes, avanzaba lentamente. La infantería con las mechas de sus arcabuces prontas a encender y disparar, y la caballería con las espadas listas. En ese momento el sacerdote de la expedición, fray Francisco Galán, en prudente y conciliatoria actitud, se adelantó junto con su traductor a efectos de entablar un diálogo y reclamar la paz. Desde el bando contrario apareció un aborigen al que le faltaba una pierna, que era llevado en andas por ocho de los suyos. Se trataba del cacique Canamico.
El diálogo de esa reunión entre el cacique Canamico y el capitán Diego de Rojas, logrado gracias a la gestión del padre Galán, permitió en ese momento sortear esa situación, y poder seguir el avance de la expedición hacia el sur, rumbo a Maquijata, hoy Villa La Punta.

#### Muerte de Diego de Rojas
Sin embargo, los indígenas de la zona de Maquijata decidieron enfrentar y parar al invasor español, y para ello untaron las puntas de sus flechas con ponzoña. Fue allí donde se produjo un enfrentamiento en el que Rojas fue herido en una pierna con una flecha envenenada. Tras agonizar varios días, falleció en enero de 1544.
Luego de discusiones tras la muerte de Rojas, se formaron dos bandos. Uno dirigido por Felipe Gutiérrez, que decidió continuar hacia Chile. El otro, conducido por Francisco de Mendoza, optó por continuar hacia el sur.

## Legado
Rojas fue el primer español en arribar a lo que hoy es la provincia de Santiago del Estero. Su expedición tiene el mérito de haber explorado de punta a punta todo el Tucumán hasta Córdoba. Fue la unión del Perú con el Río de la Plata. Esta expedición sirvió para descubrir las naciones indígenas que poblaban el territorio: los calchaquíes, los diaguitas, los tonocotés, los lules y los comechingones.
La entrada de Diego de Rojas al Tucumán fue el comienzo de la conquista y exploración del Noroeste Argentino que sentaría las bases de la posterior conquista y colonización de Juan Núñez de Prado, continuada por Francisco de Aguirre. De los miembros de la expedición de Rojas, veintiocho regresaron más tarde con Núñez de Prado.